# سیتروئن مهاری
سیتروئن مهاری (به انگلیسی: Citroën Méhari) خودرویی است که در طی سال‌های ۱۹۶۸ تا ۱۹۸۸ توسط شرکت فرانسوی سیتروئن تولید شد. حجم موتور این خودرو ۶۰۲ سی‌سی است.

## نگارخانه

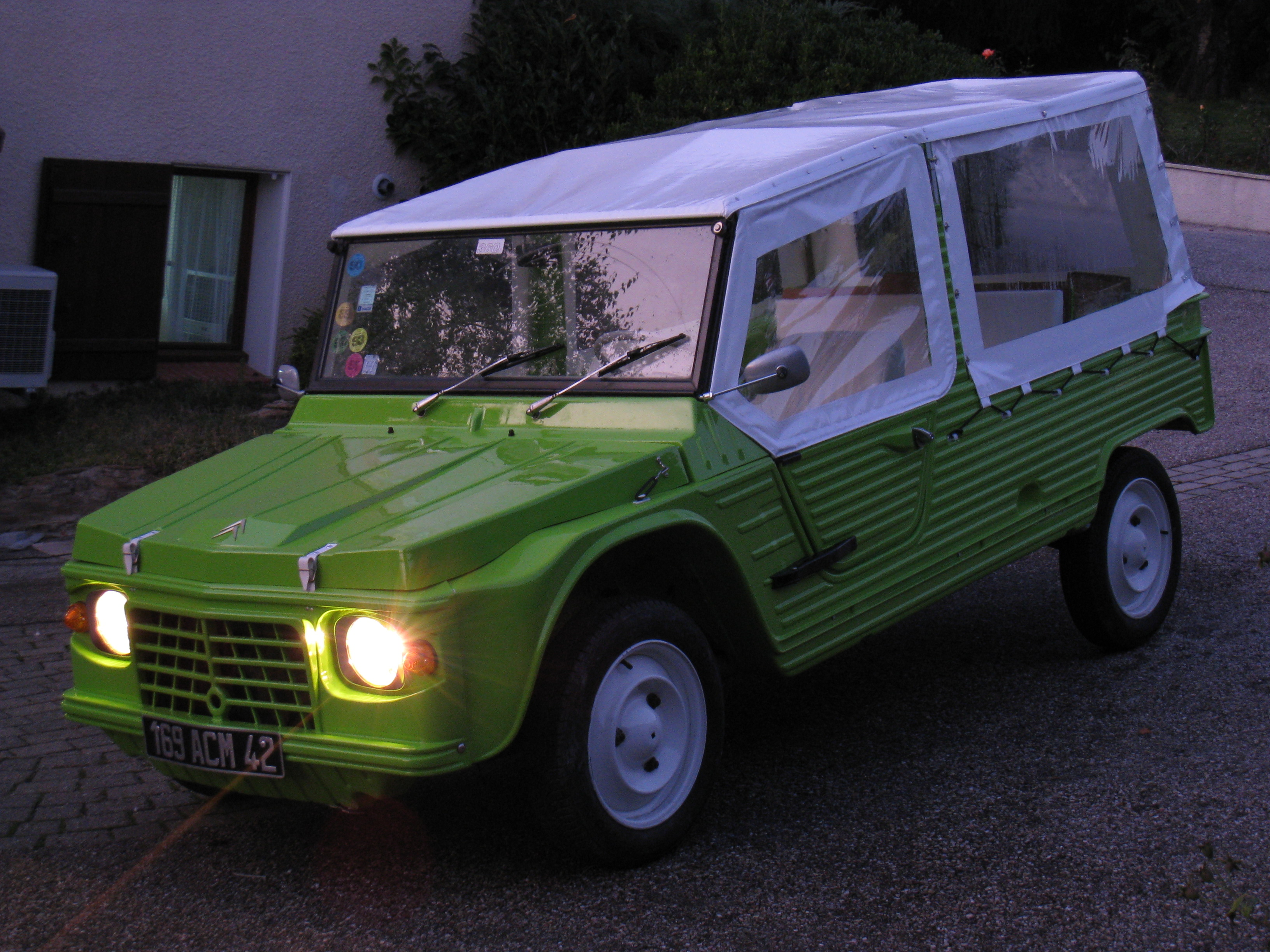
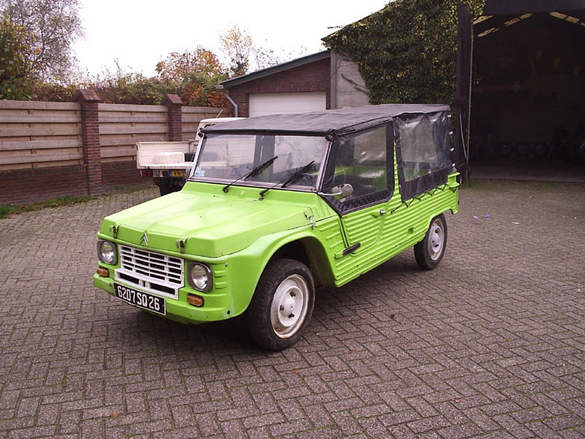
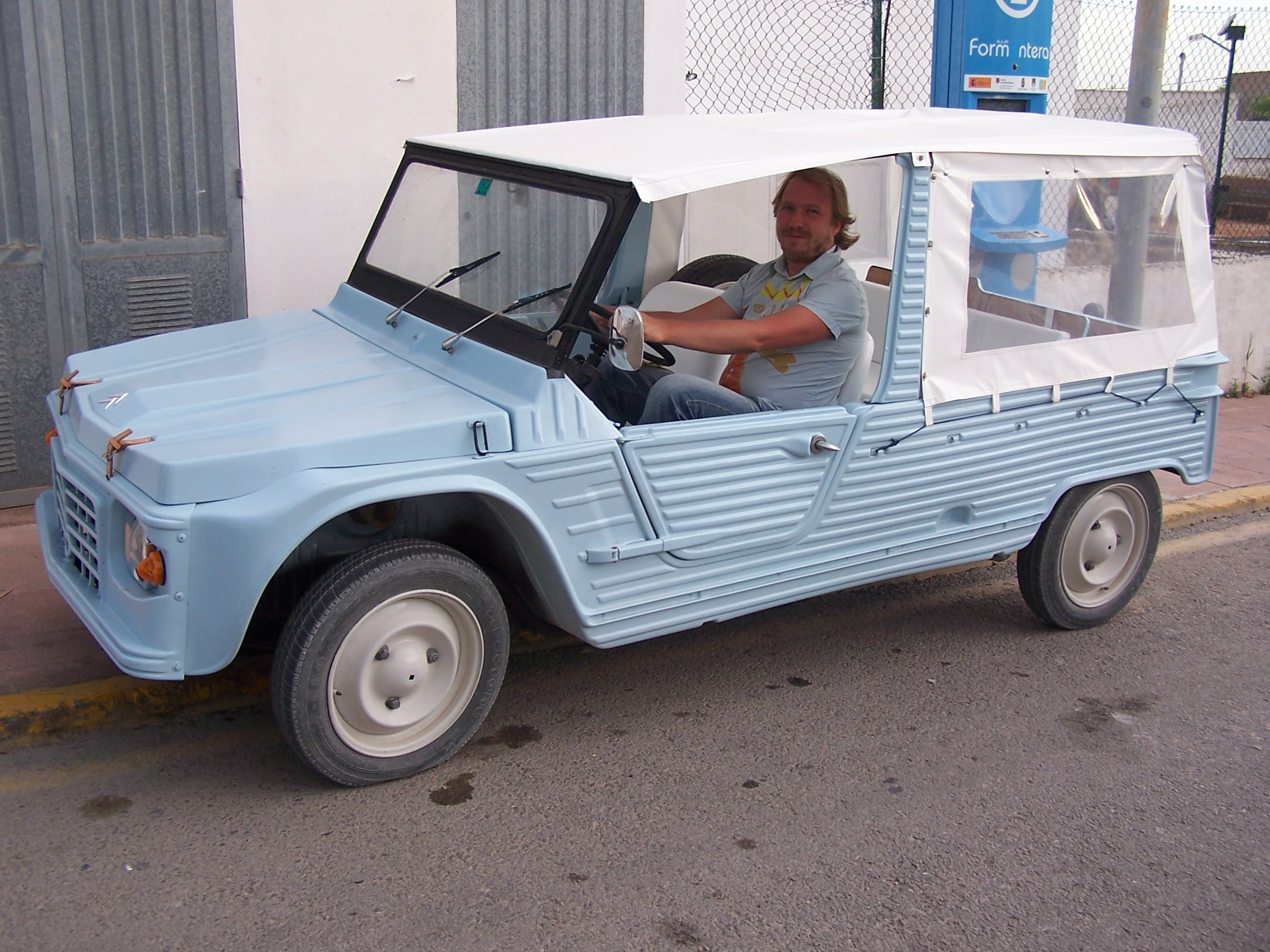
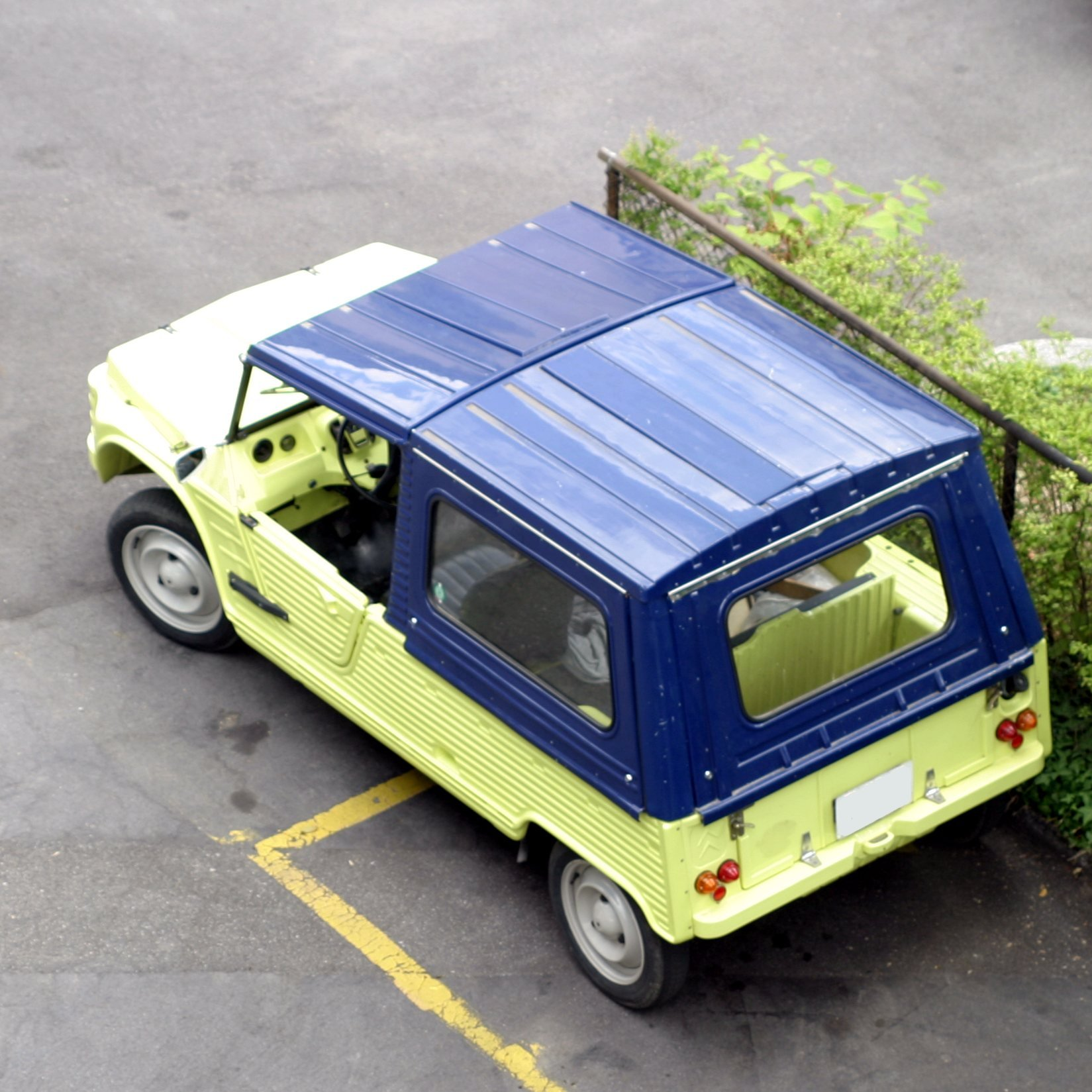
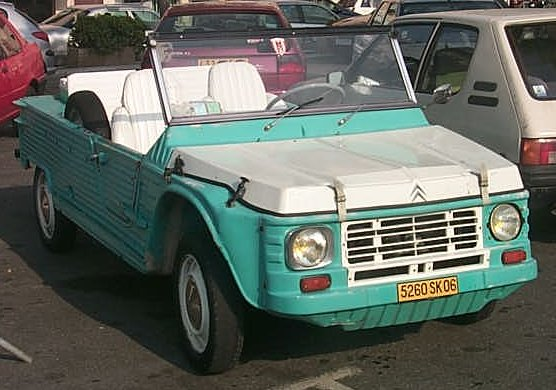
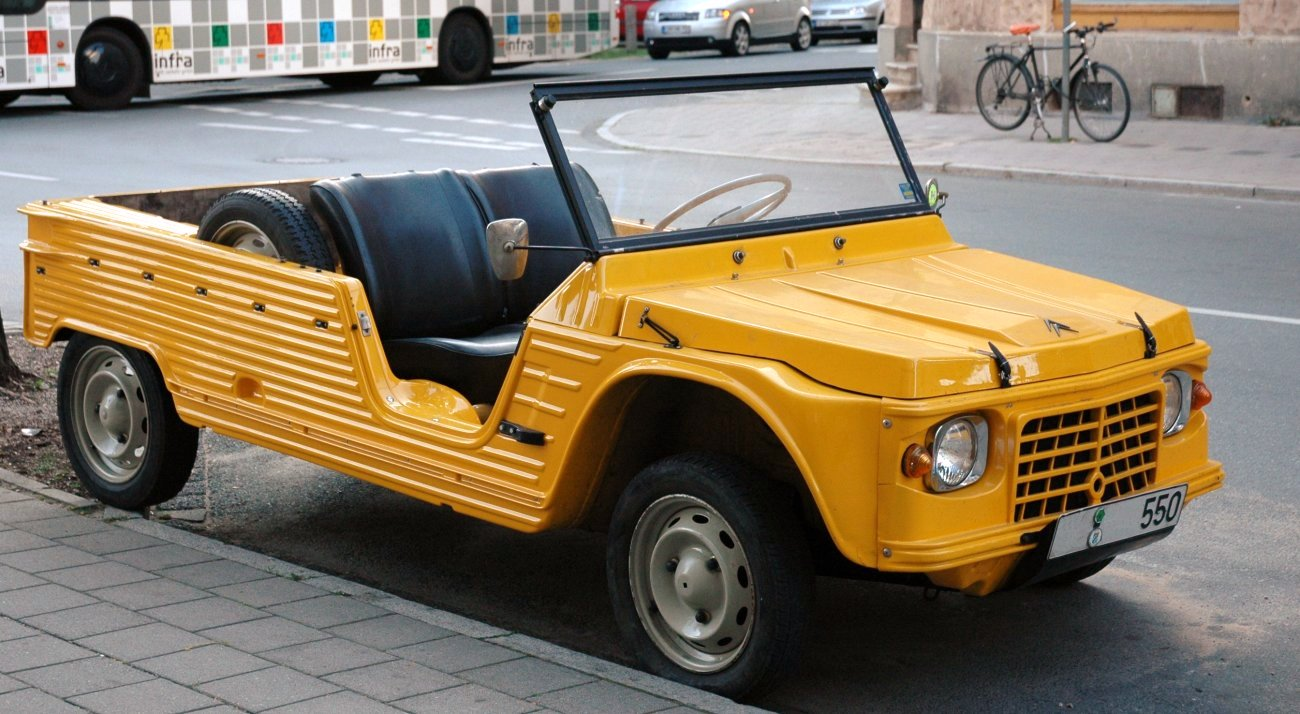
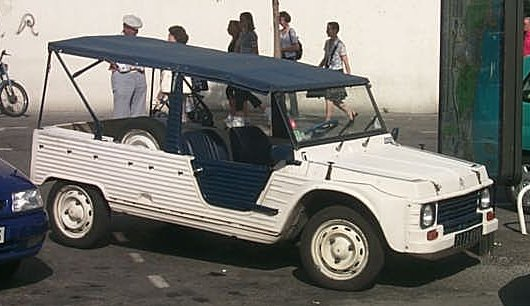
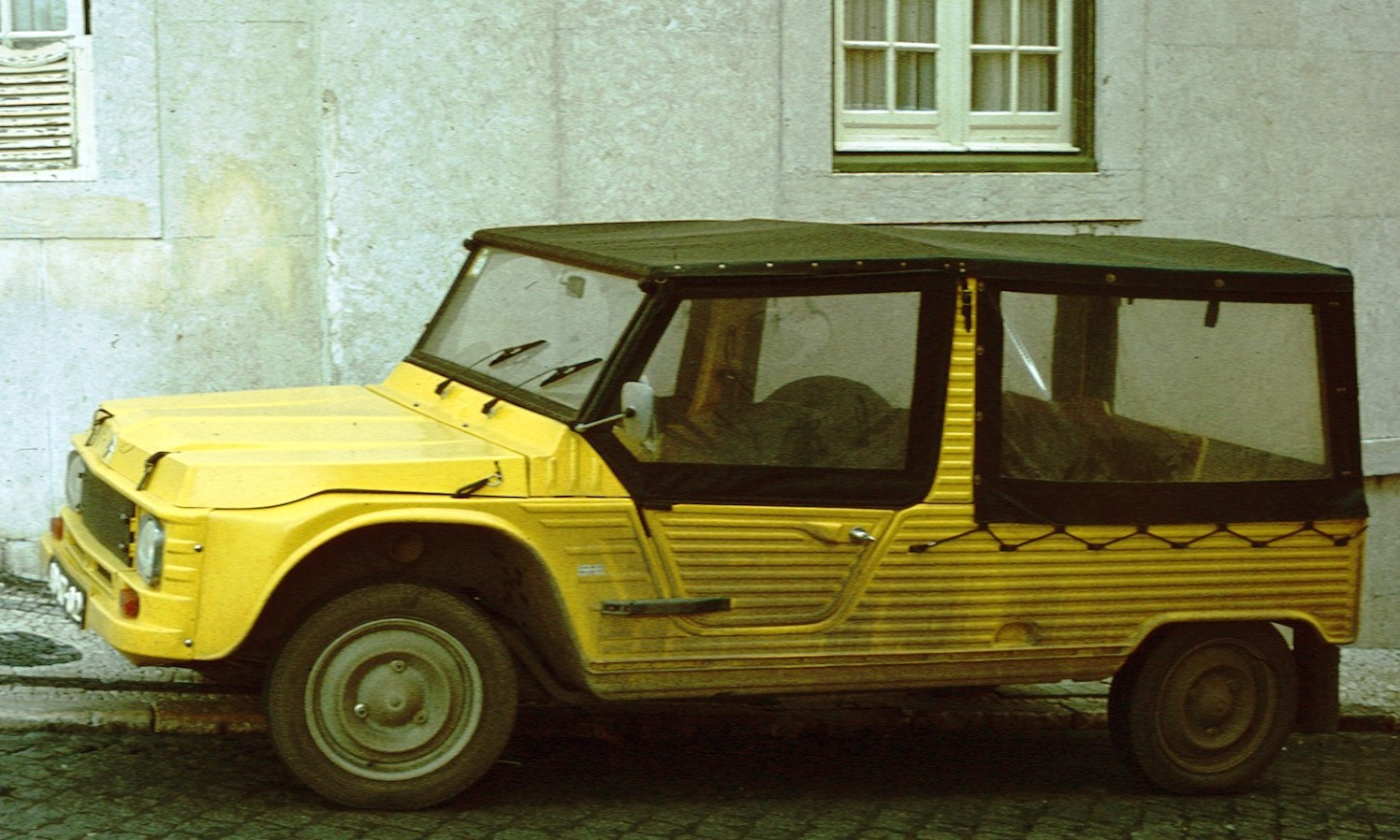
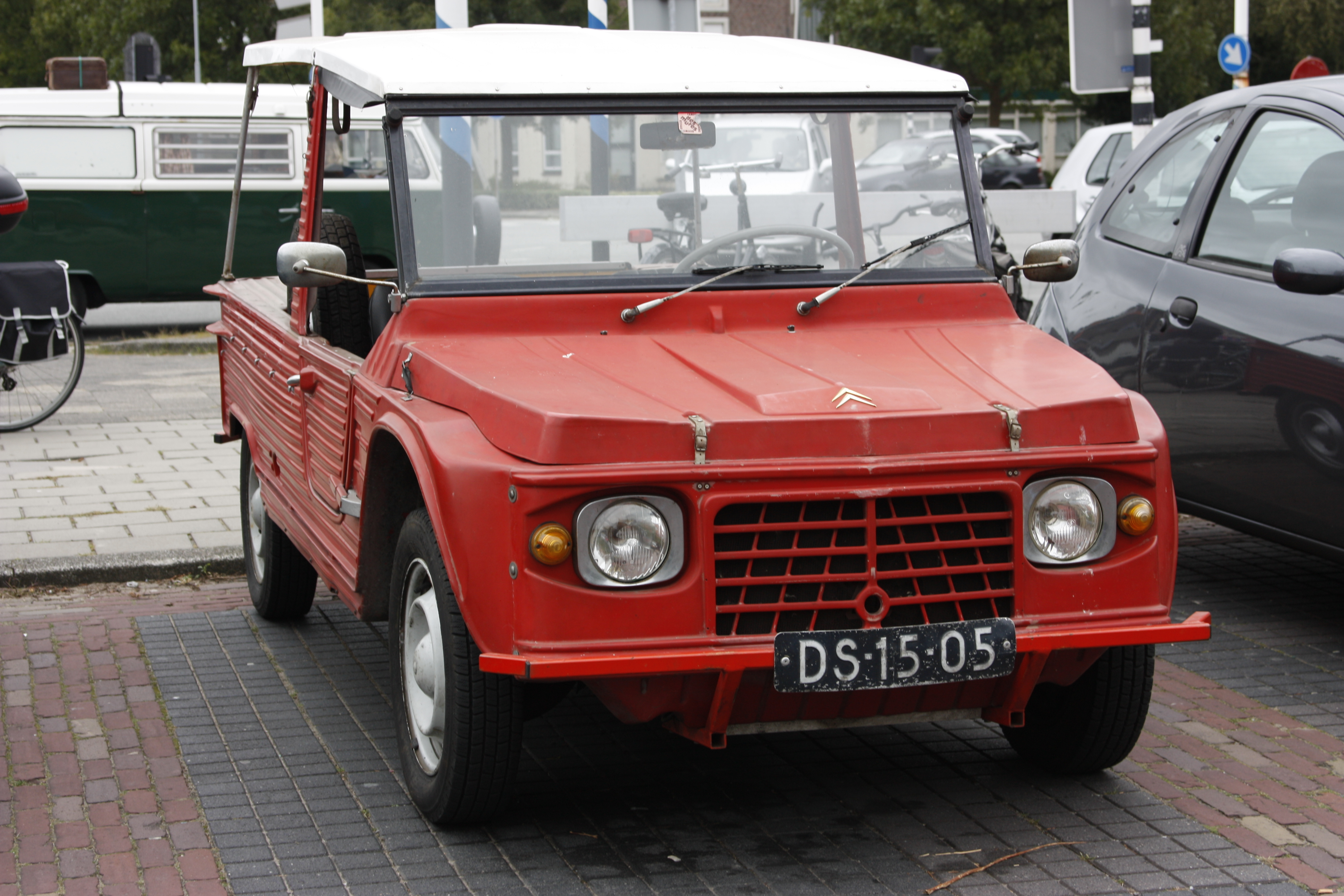